# Helmuth Weiss (Politiker)
Helmuth Weiss (* 3. März 1948 in Wien) ist ein österreichischer Politiker (FPÖ) und Bundesbeamter. Weiss war von 1988 bis 1989 Mitglied des Bundesrates sowie 1989 kurzfristig Abgeordneter zum Nationalrat.

## Ausbildung und Beruf
Weiss besuchte von 1954 bis 1958 die Volksschule und im Anschluss das humanistische Gymnasium in Krems, an dem er 1966 die Matura ablegte. Er leistete seinen Präsenzdienst ab und studierte in der Folge ab 1967 Rechtswissenschaften an der Universität Wien, das er 1972 mit dem akademischen Grad Mag. jur. abschloss. Nach seinem Doktoratsstudium zwischen 1993 und 1995 promovierte er zum Dr. iur.
Beruflich war Weiss von 1973 bis 1975 als provisorischer Finanzkommissär beim Finanzamt Krems tätig, danach diente er zwischen 1975 und 1977 als Offizier auf Zeit in der 3. Panzer-Grenadier-Brigade. Er war danach von 1977 bis 1984 als rechtskundiger Offizier beim Militärkommando Niederösterreich beschäftigt und arbeitete ab 1984 als Verwaltungsjurist im Bundesministerium für Landesverteidigung. 1996 stieg er zum Abteilungsleiter auf, 1993 war er bereits zum Ministerialrat ernannt worden. Weiss ging als Brigadier und Gruppenleiter der Gruppe Personal und Ergänzungswesen mit 1. August 2008 in Pension.

## Politik
Weiss ist seit 1970 Mitglied des Gemeinderates von Dürnstein und trat zuletzt bei der Gemeinderatswahl 2010 als Spitzenkandidat der FPÖ Dürnstein an, wobei seine Liste drei Mandate und 18,2 % erzielte. Daneben war Weiss von 1977 bis 1988 Mitglied des Gemeinderates der Stadt Krems und von 1976 bis 1990 Stadtparteiobmann der FPÖ Krems. Innerparteilich hatte Weiss ab 1978 die Funktion eines Mitglieds der Landesparteileitung der FPÖ Niederösterreich inne, war Mitglied des Landesparteivorstandes und des Landesparteipräsidiums der FPÖ Niederösterreich, von 1982 bis 1990 stellvertretender Landesparteiobmann der FPÖ Niederösterreich sowie Mitglied der Bundesparteileitung der FPÖ. Er vertrat die FPÖ vom 17. November 1988 bis zum 11. Oktober 1989 im Bundesrat und gehörte dem Nationalrat kurze Zeit zwischen dem 12. Oktober und dem 16. Oktober 1989 an.

## Auszeichnungen
- Wehrdienstmedaille in Bronze
- 2000: Großes Ehrenzeichen für Verdienste um die Republik Österreich[2]
- 2005: Großes Silbernes Ehrenzeichen für Verdienste um die Republik Österreich[3]